# Ka'b ibn As'ad
Ka'b ibn As'ad (arabisch كعب بن أسعد, DMG Kaʿb b. Asʿad) war zu Zeiten Mohammeds ein Anführer des in Yathrib (Medina) ansässigen jüdischen Stammes der Banu Quraiza. Ka'b ibn As'ad wurde auf Geheiß Mohammeds, nach der Grabenschlacht, zusammen mit allen Männern der Banu Quraiza geköpft, nachdem sich die Banu Quraiza, unter Ka'b ibn As'ad, ihm ergeben hatten. Zuvor zerschnitt sich, laut Ibn Ishaq, Ka'b ibn As'ad seine Kleider, damit niemand sie nach seinem Tod stahl. Die Frauen der Banu Quraiza wurden versklavt. Ka'b ibn As'ad hatte die Warnungen von Abu Lubaba ausgeschlagen, welcher ein ehemaliger Verbündeter war und ihnen prognostizierte, dass Mohammed sie umbringen werde, falls sie sich ergeben.  Ibn Ishaq berichtet, dass er sich vor seiner Hinrichtung an Mohammed gewandt und erklärt hatte, dass er es sich nicht verüble, Mohammed Widerstand geleistet zu haben. Seinen Henkern soll er erklärt haben: „Wie Gott es fügt, so ist es Recht. Gott hat den Söhnen Israels ein Buch, ein Schicksal und ein Gemetzel vorherbestimmt.“

### Islamische Quellen
- Ibn Ishaq, Gernot Rotter (Übersetzer): Das Leben des Propheten. As-Sira An-Nabawiya. Spohr, Kandern im Schwarzwald 1999, ISBN 3-927606-22-7

| Personendaten    | Personendaten                                                                  |
| ---------------- | ------------------------------------------------------------------------------ |
| NAME             | Ka'b ibn As'ad                                                                 |
| KURZBESCHREIBUNG | Anführer des in Yathrib (Medina) ansässigen jüdischen Stammes der Banu Quraiza |
| GEBURTSDATUM     | 6. Jahrhundert oder 7. Jahrhundert                                             |
| STERBEDATUM      | um 627                                                                         |